# Charles-Wangel Bret
Charles-Wangel Bret, baron de Bret, né le 24 février 1791 à Lyon (Rhône) et mort à le 15 septembre 1860 à Précieux (Loire), est un haut fonctionnaire et homme politique français.

## Biographie
Né le 24 février 1791 à Lyon, sur la paroisse Sainte-Croix, Charles-Wangel Bret est issu d'une famille de juristes et de bourgeois commerçants lyonnais. Son père, François Bret (1746-1804), jurisconsulte et avocat à Lyon, avait épousé le 5 juillet 1780 en la paroisse Saint-Pierre-Saint-Saturnin de Lyon, Jeanne Vassal (1761-1836), d'une famille de négociants lyonnais.
Avec sa famille, il échappe aux massacres de 1793 à Lyon. Son père meurt à Lyon le 18 décembre 1804 laissant à son épouse quatre enfants vivants dont Charles-Wangel est le fils aîné. Cette situation le dispensera de la conscription impériale. Il continue ses études de droit puis intègre l'Administration en 1807, à peine âgé de 16 ans, affecté à l'Inspection de la Régie des Sels et Tabacs dans les départements au-delà des Alpes où il restera jusqu'en 1813.
Apprécié pour son intelligence, sa droiture et son zèle, il est nommé le 1er mai 1814 chef de bureau de la Liquidation dans le département de la Meuse puis dans celui de la Nièvre. En 1818, il revient à Paris pour être affecté au Bureau du Directeur Général de l'Administration des Communes. Il profite de ce poste à la source d'une multitude d'informations sur les départements pour tisser un réseau de relations avec de nombreux représentants de préfectures. C'est ainsi qu'il sera remarqué par le baron Poyferré de Cère, préfet des Deux-Sèvres qui le fera venir dans son département.

### Passage dans la Préfectorale et radiation de l'Administration
Il occupe son premier poste de sous-préfet à Melle (Deux-Sèvres)en mars 1819 à vingt-huit ans. Il s'y marie le 25 octobre de la même année avec Marie-Anne Eudoxie Delaubier-Beauchamps (ou Delaubier). Celle-ci mourra en couches le 17 octobre 1820, après avoir donné naissance à Marie-Caroline Jenny Bret trois semaines auparavant.
Mis en place par Louis XVIII, un régime ultra-royaliste conduit par Corbière, fait une chasse impitoyable à tous les fonctionnaires pouvant avoir eu une attitude un tant soit peu douteuse à l'égard des visées réactionnaires. Charles-Wangel Bret est parmi ceux qui sont chassés sans aucun ménagement de l'Administration le 21 avril 1822. Jeune veuf avec un enfant en bas âge, sans point de chute ni aucune fortune, il revient à Paris où étaient établies sa mère et sa sœur Sophie, épouse d'un instituteur. Il y achève courageusement ses études d'avocat et sera reçu au Barreau de Paris. Pour se maintenir la tête hors de l'eau, il plaide de nombreuses petites causes sans grand intérêt tout en menant une action déterminée de développement de ses relations dans le  milieu de l'Administration. Il harcèle les différents Ministres de l'Intérieur en vue de réintégrer l'Administration à quelque poste que ce soit. En vain ! Il lui faut attendre les émeutes de juillet 1830 pour sortir de l'ombre et prendre une part active au soulèvement pour renverser le régime de Charles X. Il se rapproche de l'ancien banquier Charles Laffitte, devenu député, qui avait pris la tête de la résistance à l'Assemblée.

### Carrière sous Louis-Philippe
L'arrivée au pouvoir de Louis-Philippe précipite le retour de Charles-Wangel Bret dans la Préfectorale. Il rejoint son poste de sous-préfet à Sens (Yonne) dès le 5 août 1830 où son action ferme mais courtoise et équitable fera l'admiration de ses administrés comme du Ministre de l'Intérieur. Dès le 27 juillet 1832, il est nommé préfet de la Loire à Montbrison.
Il y est un acteur bien involontaire de l'affaire du Carlo Alberto. Ce bateau avait transporté la Duchesse de Berry de Livourne à Marseille en avril 1832 d'où elle avait disparu pendant plusieurs mois à la plus grande inquiétude du gouvernement dans la crainte de menées politiques subversives. Ses sept comparses sont arrêtés et jugés par la cour d'Assise d'Aix qui renvoie le procès dans la Loire. Le préfet Bret a donc la lourde responsabilité d'assurer la protection et l'emprisonnement des conjurés pendant leur procès à Montbrison. La relaxe est prononcée en février 1833 à la fureur du gouvernement mais l'alerte a été chaude pour le préfet. Il est promu la même année chevalier de la Légion d'Honneur. Le 4 novembre 1832, il épouse en secondes noces Jeanne Marie Armande Lachèze, fille de Claude Antoine Lachèze, député, ancien maire de Montbrison.
Il est nommé préfet du Haut-Rhin en 1833 et rejoint Colmar le 14 juillet. Il trouve une besogne délicate et harassante. Sur le plan social, l'ère industrielle commençante a déjà créé une cohorte d'ouvriers en situation précaire et organisés pour mener des démarches de protestation. Il est confronté à nombre d'entre elles. Éloigné du pouvoir central qui l'oublie et trop près de deux pays étrangers (la Suisse et la duché de Bade) qui nécessitent de lourds frais de représentation, il peine à faire face à toutes ses obligations. Il se débat dans des affaires frôlant l'incident diplomatique (l'affaire de Porrentruy, celle des frères Wahl, celle des réfugiés polonais...). Sa lucidité et sa fermeté seront appréciées à leur valeur et ses incessantes demandes de changement n'aboutiront pas. En 1842, il reçoit l'Ordre du Lion de Zahringen des mains du Grand-Duc Léopold 1er de Bade.
En septembre 1845, il est élu président du collège électoral dont il fait partie à Colmar. Le 29 avril 1847, il est élevé au grade de Commandeur de la Légion d'Honneur. Le 26 juin 1847, une foule de chômeurs à la recherche de pain se révolte à Mulhouse. Il autorise le maire à faire usage de la force publique en recommandant d'éviter toute effusion de sang. Il n'a pas le temps de se rendre sur place que le manque de sang-froid d'un homme de troupe provoque une fusillade qui fait quatre morts et vingt blessés.

### Révocation à la Révolution de 1848 et réintégration sous le Second Empire
La révolution de 1848 va accélérer sa chute. Il s'en ira, comme souhaité par le pouvoir, dès février 1848 pour se retirer dans le château de Précieux (Loire), aux environs de Montbrison, que son épouse avait eu la sagesse d'acheter quelque temps auparavant. Bien que peu favorable à l'idée d'un régime républicain, les principes de la République proclamés en décembre 1848 par Louis-Napoléon Bonaparte n'étaient pas éloignés de ses vues politiques. Il fait donc assez rapidement acte d'allégeance ce qui lui vaut de réintégrer la préfectorale à Montbrison à nouveau le 7 mars 1851.
Le coup d'État du 2 décembre 1851 se passe à Montbrison comme à Paris, sans problème. En revanche la vente des biens de la famille d'Orléans le 23 janvier 1852 y provoque davantage de vagues. Le 1er février 1852, Bret est nommé préfet de la Haute-Garonne à Toulouse. Il a à peine le temps d'ouvrir ses malles qu'il lui est demandé, deux mois plus tard, de remplacer au pied levé le préfet de Lyon (Rhône), Louis Charles Marie de Vincent, nommé conseiller d'État. Il prend ses fonctions en avril 1852. Il y trouve une situation agitée par de nombreux mouvements sociaux et doit faire face à de délicats problèmes d'expropriation pour accélérer la construction de la voie de chemin de fer Paris-Marseille dans sa portion Lyon-Avignon.
Il est promu au grade de Grand Officier de la Légion d'Honneur. Il est enfin nommé sénateur par l'Empereur en mars 1853, est remplacé à Lyon par Claude-Marius Vaisse et prend sa retraite de l'Administration en juin.
Il se replie sur son château de Précieux où il mène une vie très active partagée entre ses fonctions de maire du village, de conseiller général puis de président de ce même conseil et celles de sénateur. Il meurt le 15 septembre 1860 à Précieux (Loire) à l'âge de 69 ans.
Il laisse quatre enfants dont sa fille, Marie-Caroline Jenny, issue de son premier mariage, qui avait épousé à Colmar en 1840, Adolphe Vuitry, polytechnicien, ingénieur de l'École des Ponts et Chaussées, docteur en droit qui deviendra sous-secrétaire d'État des Finances puis président du Conseil d'État. Leur fille épousera Henri Germain, fondateur du Crédit lyonnais.